# 安妮·M·G·施密特
安妮·M·G·施密特（荷蘭語：Anna Maria Geertruida“ Annie” Schmidt，1911年5月20日—1995年5月21日）是一名荷蘭作家，同時也是詩人、詞曲家、作家、編劇，在荷蘭及比利時以其童書作家身份最為出名。她被譽為荷蘭最多才多藝的兒童書作家之一，並有“荷蘭戲劇歌曲母親” 和“荷蘭兒童文學女王”美譽。
施密特曾於1988年獲得有「諾貝爾兒童文學獎」之稱的汉斯·克里斯蒂安·安徒生奖。她在2004年《最偉大的荷蘭人》評選中排名第13位。

## 外部連結
- 官方网站 （荷兰文）（英文）